# Buttermarkt (Saarburg)

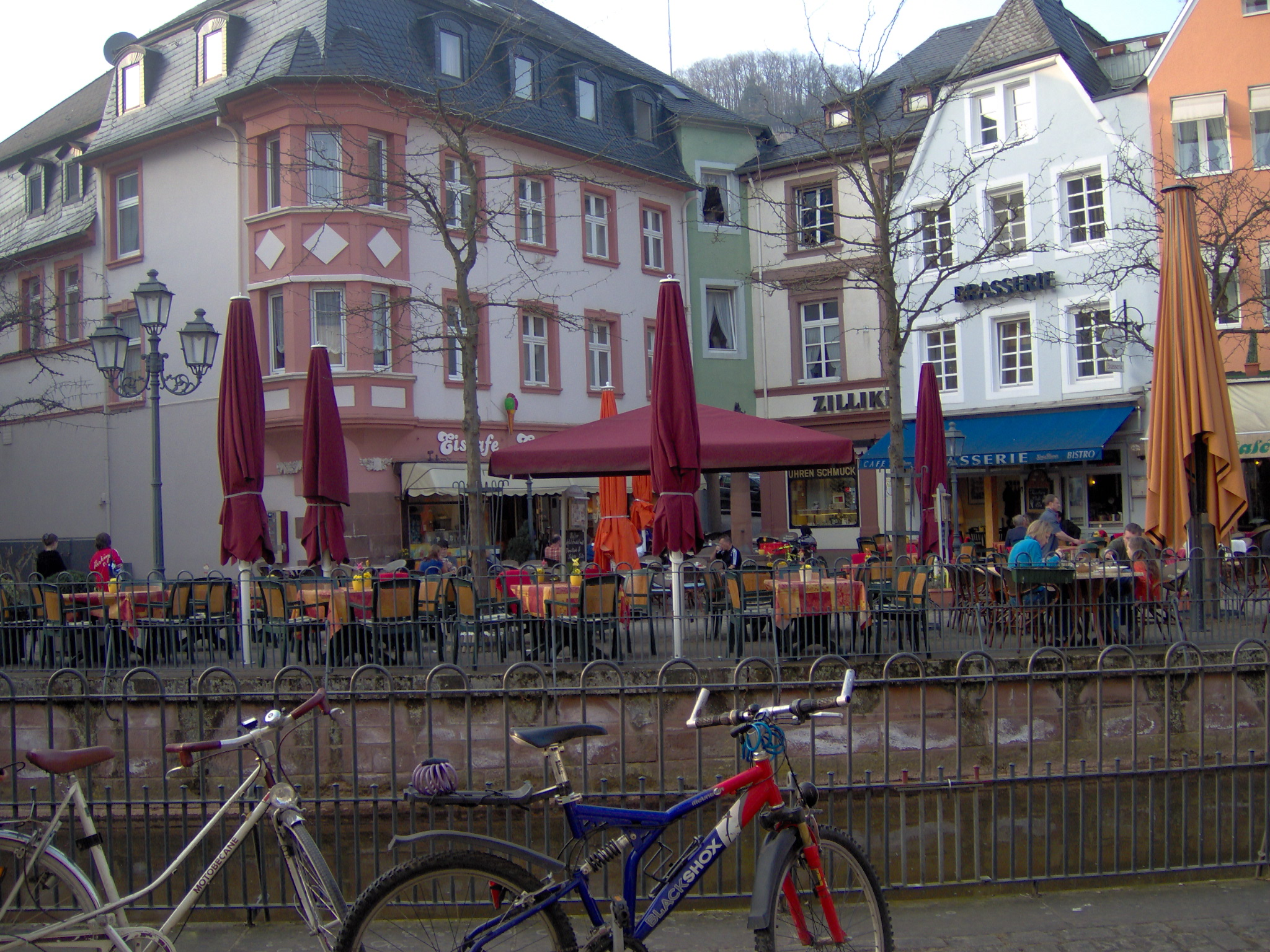
Buttermarkt mit Blick auf Kaufhaus Heyman und Leukbach im Vordergrund

Der Buttermarkt ist ein Platz in Saarburg in Rheinland-Pfalz. Die amtliche Bezeichnung lautet Am Markt.

## Lage
Der Buttermarkt liegt in der Innenstadt von Saarburg. Er wird durch die Leuk in zwei Hälften geteilt und hat dadurch im östlichen und westlichen Teil beidseitig des Flusses teilweise eine schlauchartige Form ähnlich einer Straße. Am südlichen Ende des Platzes liegt der 18 m hohe Saarburger Wasserfall.

## Geschichte
Der Platz wurde 1340 anlässlich seiner Pflasterung durch Meister Smalz erstmals urkundlich erwähnt. Die Leuk wurde vermutlich bereits im 11. oder 12. Jahrhundert umgeleitet und im kunstvollen System des Mauerschutzes, der Weiherspeisung und Mühlenversorgung eingebaut. Der Bachlauf ist heute prägendes Element der Stadt- und Platzgestaltung. Die aktuelle Böschungsmauer geht auf das Jahr 1807 zurück und wurde zuletzt 1978 restauriert.

## Kulturdenkmäler
Am Platz befinden sich gemäß Denkmalliste mehrere herausragende Kulturdenkmäler. Einige stadtbildprägende und denkmalgeschützte Gebäude werden im Folgenden näher beschrieben:

### Ehemaliges Kaufhaus Heyman (Hausnummer 4)
Hausnummer 4 ist ein am nordwestlichen Platzabschluss am Zufahrtsweg zur Graf-Siegfried-Straße liegender dreigeschossiger Putzbau von 1913 anstelle von zwei barocken Vorgängerbauten. Die originalen Fenster sind erhalten. Das Gebäude ist ein typisches Beispiel für einen Neubau mit einer Ausstattung zeitgemäßen Schmuckformen der Erbauungszeit, der in die Umgebung eingepasst wurde. Insbesondere nimmt das schiefereingedeckte Mansardwalmdach Bezug auf das Haus Singer (Am Markt 2).
Im Gebäude befindet sich heute die Eisdiele Cascata. Im selben Gebäude befand sich früher das „Kaufhaus Heyman“.

### Hausnummer 8
Hausnummer 8 wurde im 17. Jahrhundert Gebäude ist in ortstypischer Weise errichtet. Es ist an der platzseitigen Giebelspitze des schiefereingedeckten Satteldaches abgewalmt. Die Fassade durch rechteckige Fenstereinfassungen schlicht gehalten. Das renovierte, im Erdgeschoss veränderte Bauwerk ist ein typisches Beispiel für das Saarburger Bürgerhaus des 17. Jahrhunderts. An seinem Standort ist es platzbildprägend.

### Hausnummer 9
Bei Hausnummer 9 handelt es sich um zwei unter einer Hausnummer vereinigte klassizistische Gebäude am südlichen Marktknick. Das Erdgeschoss ist durch doppeltes Gesims vom Obergeschoss abgesetzt. Wichtigen Anteil am Erscheinungsbild haben vor allem die Sprossengliederungen der erhaltenen Fenster. Der rechte Teil ist das einzige zweigeschossige Gebäude am Platz. Das Fachwerkobergeschoss kragt mit einfachen Streben gestützt hervor. Die Giebelfenster sind wohl noch aus dem 17. Jahrhundert, aber das Türblatt aus dem frühen 19. Jahrhundert. Da das Gebäude in weiten Teilen seit dem 17. Jahrhundert steht, gehört es zu den ältesten erhaltenen Häusern am Markt. Über die Bau- und Hausgeschichte des zeitweise als Rotgerberei genutzten Hauses ist wenig bekannt.

### Hausnummer 16/17
Bei Hausnummer 16/17 handelt es sich um einen breiten, hoch aufragenden, steilgiebeligen Halbgiebelbau, der im Zeilenbild dominiert. Dabei ist ein typischer, hier im aufwendigen Bauschmuck herausragender, massiver Bürgerhausbau mit zwei sehr hohen Geschossen und Giebelgeschoss. Der errichtete Putzbau wurde um 1604 und vermutlich im 18. Jahrhundert geteilt und Nr. 19 später dreigeschossig ausgebaut, wobei die gebrochene Giebelkontur entstand. Das Gebäude ist hinsichtlich seines Alters sowie seiner Größe und Gestaltung innen und außen ein hochrangiges frühes Dokument für das charakteristische Saarburger Bürgerhaus.

### Hausnummer 27
Hausnummer 27 ist ein um 1900 errichtetes Eckgebäude, das durch aufwendigen Gliederungsapparat und reiche Steinmetzelemente neugotisch charakterisiert ist. In der Durchfahrt sind mittelalterliche Ecksäulen aus Sandsteintrommeln auf mächtigen Basen zu erkennen, deren Herkunft (alter Torweg oder Kirche) nicht geklärt ist. Das Anwesen weist formale Ähnlichkeit zum Gebäude Pferdemarkt 1 auf. An der Flanke der historischen Zeilenbebauung und in der Bewältigung der schwierigen Bauaufgabe leistet das Gebäude einen fantasievollen Beitrag des späten Historismus. Es bindet sich als eigenständige Dominante in den Kontext der gewachsenen vom Platz wegführenden Straße.

## Sonstiges
Auf dem Buttermarkt findet auch der Saarburger Christkindlmarkt statt.